# Сфероїд земний

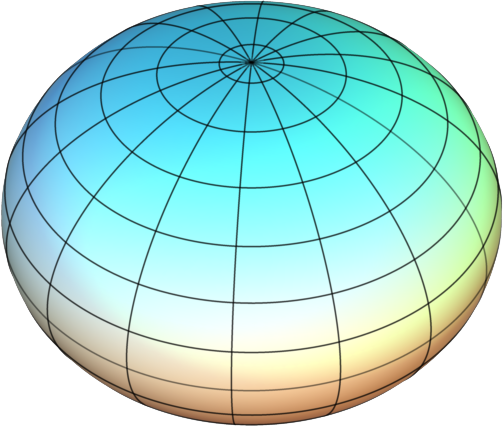
Сплюснутий сфероїд

Сфероїд земний (англ. spheroid, нім. Sphäroid n) – геометрична фігура близька до кулі, слабко сплюснута біля полюсів (еліпсоїд обертання малого стиску).